# Xterm
În informatica, xterm este emulator standard de terminal pentru X Window System. Un utilizator poate avea mai multe diferite instante de xterm care rulează simultan pe același ecran, fiecare dintre care oferind intrare/ieșire independente pentru procesul ce rulează în ea (în mod normal, procesul este un Unix shell).
xterm a originat înainte de X Window System. Acesta a fost inițial scris ca un emulator de terminal de sine statator pentru VAXStation 100 (VS100) de Mark Vandevoorde, un student al lui Jim Gettys, în vara anului 1984, atunci când lucrul la X a început. Rapid a devenit clar că ar fi mai util ca parte a X decât ca un program independent, așa că a fost redestinat pentru X. 
După mulți ani ca parte a referinței de implementare X, în jurul lui 1996 linia principală de dezvoltare s-a mutat apoi la XFree86 (care în sine s-a desprins din X11R6.3), iar acum este menținut în mod activ de către Thomas Dickey.
Multe variante xterm sunt de asemenea disponibile. Cele mai multe emulatoare de terminal pentru X au început ca variații de xterm.

## Protocoluri
xterm a adăugat câteva protocoale care au fost adaptate de către alte emulatoare de terminal, ca si xterm urmărire de mouse și protocolul xterm 256 de culori.

## Vezi si
- Comparație emulatoare de terminal
- Vttest,  unealta de test vt100/vt220/xterm
- luit, un set de caractere converter invocat în mod automat de către xterm, atunci când este necesar

## Legaturi externe
- Pagina de start a proiectului
- Manual Xterm
- Secvențe de Control Xterm